# Foggathorpe
Foggathorpe – wieś w Anglii, w hrabstwie East Riding of Yorkshire. Leży 36 km na zachód od miasta Hull i 263 km na północ od Londynu. W 2001 miejscowość liczyła 233 mieszkańców.